# Hryćko Czarny
Hryćko Czarny, właściwie Hryćko Sawicz (ukr. Грицько Чорний) – hetman kozacki w latach 1624, 1628, 1629–1630.
Pochodził z Czerkas. Jego pochodzenie społeczne nie jest znane.
Jako protegowany hetmana Koniecpolskiego – wybrany wczesną wiosną 1628 roku, ze starszyzny kozackiej na hetmana Kozaków rejestrowych. Prowadził propolską politykę, skłaniając się do unii greckokatolickiej.
W listopadzie 1628 roku zorganizował wyprawę na Krym. Część Kozaków odmówiła jej podjęcia (powodem był brak ciepłej odzieży). Dowodzone przez hetmana wojska poniosły porażkę pod Perekopem.
Wczesną wiosną 1630 roku, na skutek niezadowolenia znacznej części kozactwa nierejestrowego, doszło do buntu pod przewodnictwem Tarasa Fedorowicza. Został pojmany przez zbuntowaną czerń i skazany na śmierć. Wyrok przez ścięcie rąk i głowy wykonał Tatar.